# Antonio Plazibat
Antonio Plazibat (Split, 12. prosinca 1993.) hrvatski je profesionalni kickboksač, koji se trenutno natječe u teškoj kategoriji Gloryja.
Rodio se u Splitu 12. prosinca 1993. godine. Rodom je iz Solina. Plazibat je bio pobjednik FFC Futures turnira u poluteškoj kategoriji 2014., pobjednik K-1 WGP World Grand Prix u teškoj kategoriji 2017. i K-1 prvak u teškoj kategoriji.
Na amaterskoj razini Plazibat je bio trostruki državni prvak, od 2015. do 2017. uzastopno je osvajao Prvenstvo Hrvatske u kickboxingu. Osvojio je medalje i na WAKO svjetskim i na kontinentalnim turnirima; osvojio je srebrnu medalju na WAKO Svjetskom prvenstvu 2015. i zlatnu medalju na Europskom prvenstvu 2018. 
Od 2019. bori se u najjačem svjetskom kickboxing natjecanju po imenu „Glory” u kojem ima do sada 7 pobjeda i 3 poraza (kolovoz 2024.)
Od siječnja 2023. rangiran je kao drugi najbolji kickboksač teške kategorije na svijetu prema Beyond Kickboxingu i Combat Pressu. Combat Press ga kontinuirano svrstava među deset najboljih teškaša od kolovoza 2021.